# Nacho Elvira
Ignacio Elvira Mijares  (Santander, 17 februari 1987) is een Spaanse golfprofessional.  Hij speelt sinds 2012 op de Europese Challenge Tour en sinds 2014 op de Europese PGA Tour.
 

## Amateur
Elvira ging naar de Blume Center Academy, hij was lid van de Club de Golf la Cuesta, hij speelde in het nationale jeugdteam en was drie keer Europees jeugdkampioen. Hij werd in 2005 door coach Higgins benaderd en kreeg een studiebeurs om aan de Texas A&M-universiteit te studeren. Als amateur maakte hij in 2008 op de Open de España.

### Overwinningen
- 2006: The Iron Door National Cup, Copa Puerto de Hierro

### Teamdeelnames
- Eisenhower Trophy (namens Spanje): 2010
- Palmer Cup (namens Europa): 2011

## Professional
Elvira werd in 2011 professioneel golfspeler en speelde in maart 2012 het Open de Andalucia, zijn eerste toernooi op de Europese PGA Tour maar verder speelde hij op de Europese Challenge Tour. Zijn beste resultaat in 2012 was een 4de plaats bij het Allianz Open Côtes d'Armor Bretagne. In oktober 2013 behaalde Elvira zijn eerste overwinning als profspeler dankzij winst op de Foshan Open in China. Mede dankzij deze overwinning eindigde Elvira 14e in de Order of Merit van de Challenge Tour. Hierdoor verdiende Elvira vanaf 2014 zijn plaats op de Europese PGA Tour waar hij vanaf 2014 zou uitkomen. Enkel in 2015 speelde Elvira ook nog afwisselend mee op de Challenge Tour. In 2015 was Elvira winnaar van de Challenge de Madrid, Kärnten Golf Open, Rolex Trophy op deze Challenge tour.
In 2016 beëindigde Elvira de King Hassan II Trophy in evenveel slagen als Wang Jeung-hun. In de playoff moest hij Elvira echter zijn meerdere erkennen in de Zuid-Koreaan. Ook in 2019 verloor Elvira een playoff-ronde. Dit keer verloor Elvira van Scott Hend in het Maybank Championship. In juli 2021 was Elvira de beste in de Cazoo Open na winst in een playoff tegen Justin Harding.

### Overwinningen
| Jaar | Toernooi            | Tour              |
| ---- | ------------------- | ----------------- |
| 2013 | Foshan Open         | Challenge Tour    |
| 2015 | Challenge de Madrid | Challenge Tour    |
| 2015 | Kärnten Golf Open   | Challenge Tour    |
| 2015 | Rolex Trophy        |                   |
| 2021 | Wales Open          | Europese PGA Tour |